# Lexovisaurus
Lexovisaurus (Lexovisaurus durobrivensis, do latim "lagarto de Lexovix") foi uma espécie de dinossauro herbívoro e quadrúpede que viveu durante o período Jurássico. Media em torno de 5 metros de comprimento e pesava cerca de 1,5 toneladas.
O Lexovisaurus viveu na Europa e foi um dos primeiros estegossaurídeos descobertos.